# بوبا تشبي
بوبا تشبي (بالإنجليزية: Popa Chubby)‏ هو عازف قيثارة ومغني أمريكي، ولد في 31 مارس 1960 في ذا برونكس في الولايات المتحدة.

## وصلات خارجية
- الموقع الرسمي
- بوبا تشبي على موقع ميوزك برينز (الإنجليزية)
- بوبا تشبي على موقع ميوزك برينز (الإنجليزية)
- بوبا تشبي على موقع أول ميوزيك (الإنجليزية)
- بوبا تشبي على موقع ديسكوغز (الإنجليزية)
- بوبا تشبي على موقع ديسكوغز (الإنجليزية)